# Косяков, Георгий Антонович
Гео́ргий Анто́нович Косяко́в (1872—1925) — архитектор, график, сценограф, академик архитектуры Императорской Академии художеств.

## Биография
Младший брат архитекторов Василия и Владимира Косяковых. Учился на архитектурном Высшего художественного училища при Академии художеств (1892—1900) в классе Л. Н. Бенуа. За ученические работы награждался малой серебряной медалью. В 1900 за проект «гостиницы-санатория на юге» получил звание художника с правом пенсионерской поездки за границу. Пенсионер Академии художеств в Италии (с 1902).
Занимался практической архитектурной деятельностью (с 1901). Под руководством архитектора И. В. Жолтовского участвовал в проектировании гостиницы «Метрополь» в Москве (1901—1902). Участвовал в проектировании и строительстве доходных домов П. Т. Бадаева (1904—1906), Н. Л. Подбереского и Н. П. Демидова (1910—1911) в Петербурге, пригородных особняков, крупных общественных сооружений, в том числе — Коммерческого училища в Казани; банков в Тифлисе, Киеве, Самарканде; театров в Новочеркасске, Екатеринодаре, Варшаве, Ярославле, Тамбове. Среди наиболее значительных построек — Морская библиотека в Кронштадте (1909—1926), Троицкий театр миниатюр (1911), здание Благородного собрания (1912—1914) в Петербурге. Участвовал в конкурсе на проект нового Николаевского вокзала в Петербурге (1914, 2-я премия). Занимался росписями Морского собора в Кронштадте.
Был удостоен звания академика Императорской Академии художеств (1911).
Занимался станковой и прикладной графикой, много работал в технике акварели, обращался к офорту. Выполнил ряд акварелей с видами архитектурных достопримечательностей Москвы и Ярославля, которые были репродуцированы на открытках. Оформлял спектакли в академических театрах (1917—1923), был заведующим художественно-декорационной частью Петроградского театра академической драмы. Выполнил эскизы костюмов и декораций к постановкам опер «Риенци» Р. Вагнера, «Риголетто» Дж. Верди, «Фауст» Ш. Гуно; драматическим спектаклям — «Ревизор» Н. В. Гоголя, «Борис Годунов» А. С. Пушкина, «Мария Стюарт» Ф. Шиллера и других.
Занимался педагогической деятельностью (1904—1918): преподавал на Женских архитектурных курсах, в Институте инженеров путей сообщения, Горном институте, Высшем художественном училище при Академии художеств; на инженерно-строительном факультете Политехнического института (1911—1925). Среди учеников Косякова — Я. Г. Чернихов. Косяков — автор-составитель альбома «Архитектурные мотивы, материалы для композиции каменных и деревянных сооружений» (Л., 1924), в котором были собраны зарисовки многих архитектурных памятников Европы.
Скончался 12 июня 1925 года в Ленинграде. Похоронен на Новодевичьем кладбище в Петербурге.
- Доходный дом П. Т. Бадаева. Восстания ул., 19; Жуковского ул., 53 (1904—1906)[9][10]
- Николаевский дом призрения престарелых и увечных граждан (перестройка). Расстанная ул., 20 (1905—1908)[11]
- Доходный дом Мещанского общества. Загородный пр., 33; Бородинская ул., 15 (1909—1910)[12][13]
- Доходный дом генерал-майора Н. П. Демидова. Большой пр. ВО, 50 (1910—1911)[14]
- Морская библиотека в Кронштадте. Кронштадт. Советская ул., 49; Карла Маркса ул., 16 (1910—1926)[15]
- Троицкий театр миниатюр. Рубинштейна ул., 18 (1911)[16]
- Дом Благородного собрания. Итальянская ул., 27; Малая Садовая ул., 2 (1912—1914)[17][18]